# Syllepte gastralis
Syllepte gastralis is een vlinder van de familie van de grasmotten (Crambidae). De wetenschappelijke naam van deze soort is voor het eerst voorgesteld als Glyphodes gastralis door Francis Walker in een publicatie uit 1866.
De soort komt voor in India (West-Bengalen, Himachal Pradesh, Sikkim), Nepal en Bhutan.